# Тонндорф
Тонндорф (нім. Tonndorf) — громада в Німеччині, розташована в землі Тюрингія. Входить до складу району Ваймарер-Ланд. Складова частина об'єднання громад Краніхфельд.
Площа — 10,12 км2. Населення становить 650 ос. (станом на 31 грудня 2021).

## Галерея

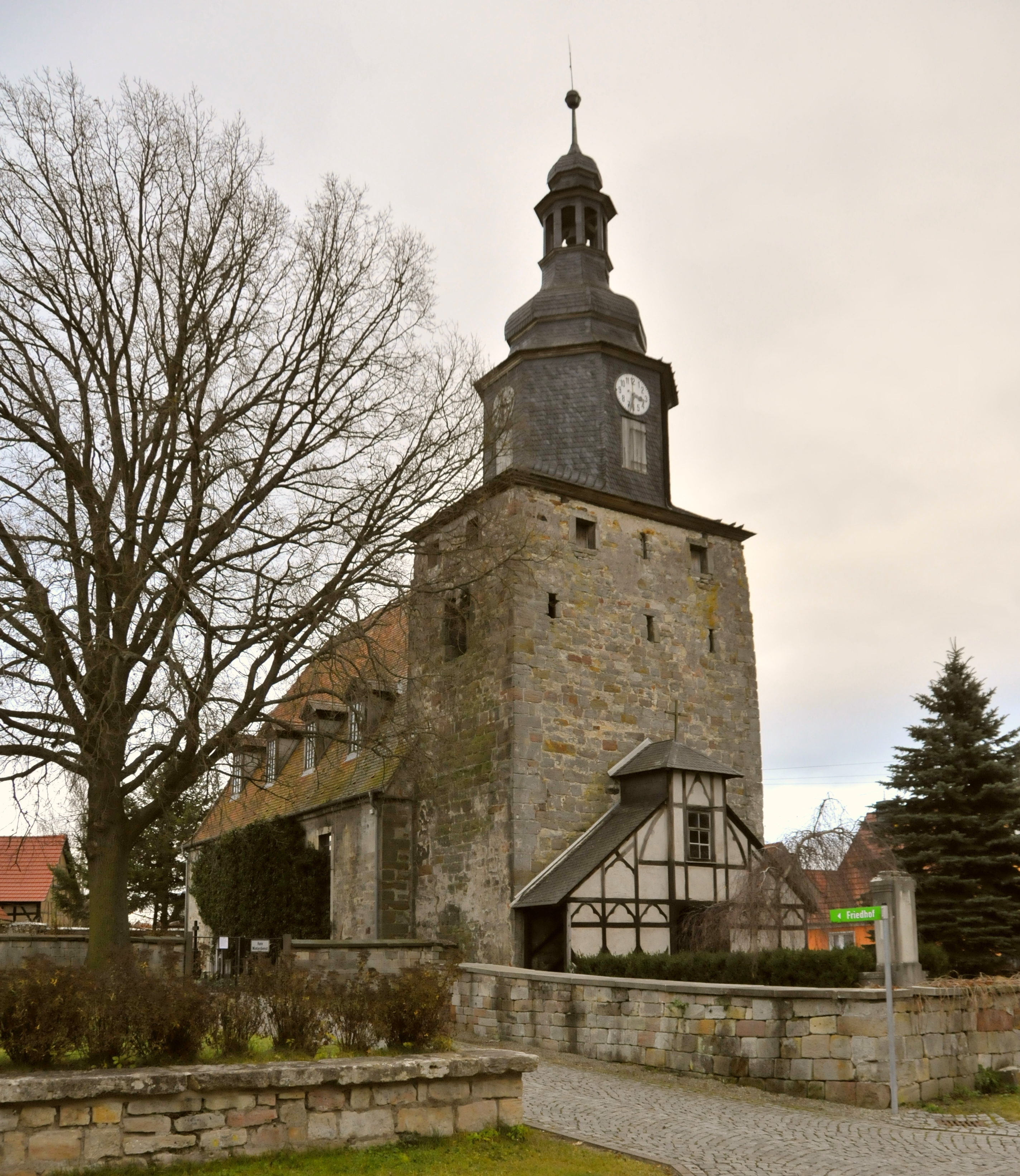
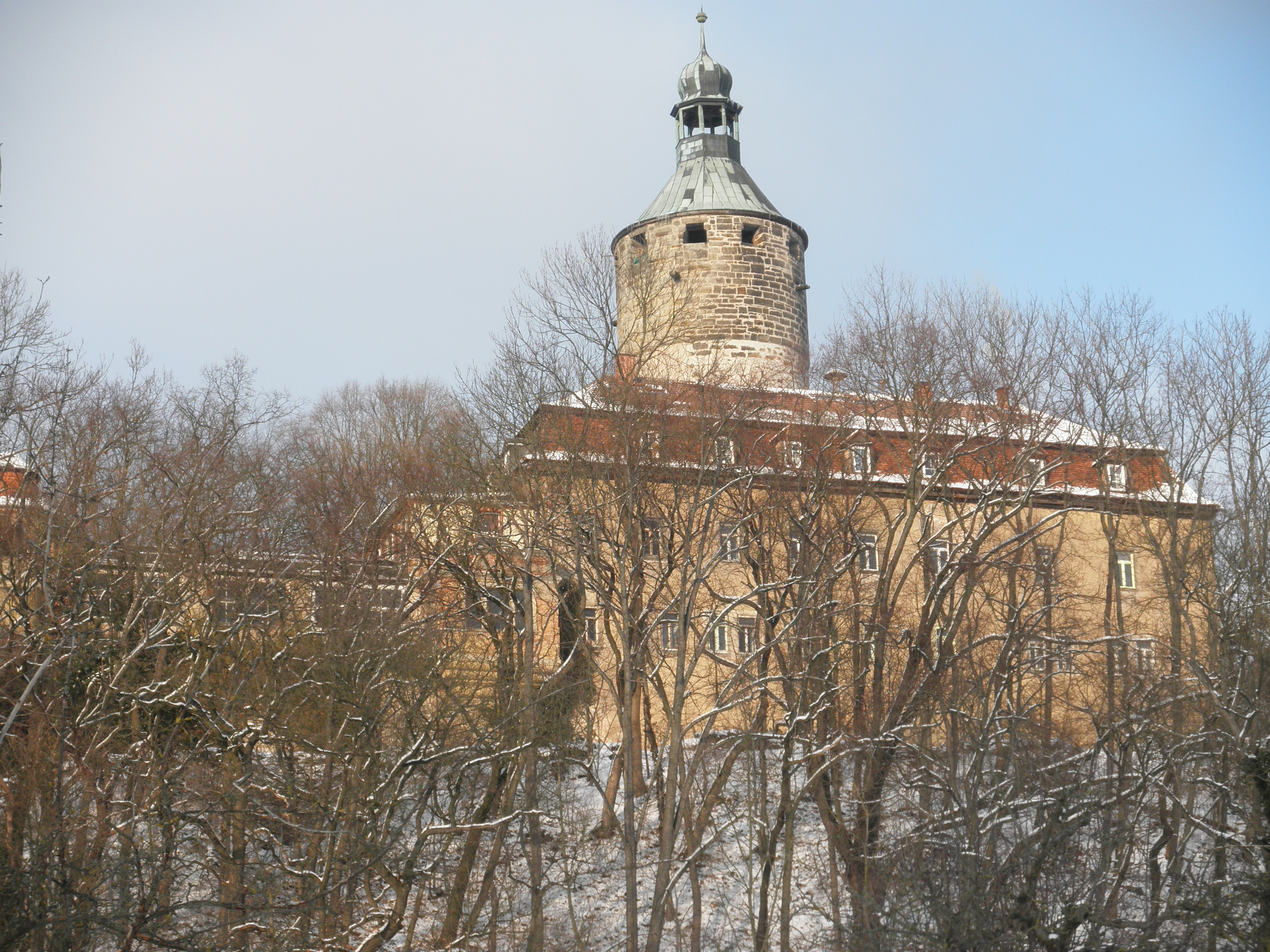
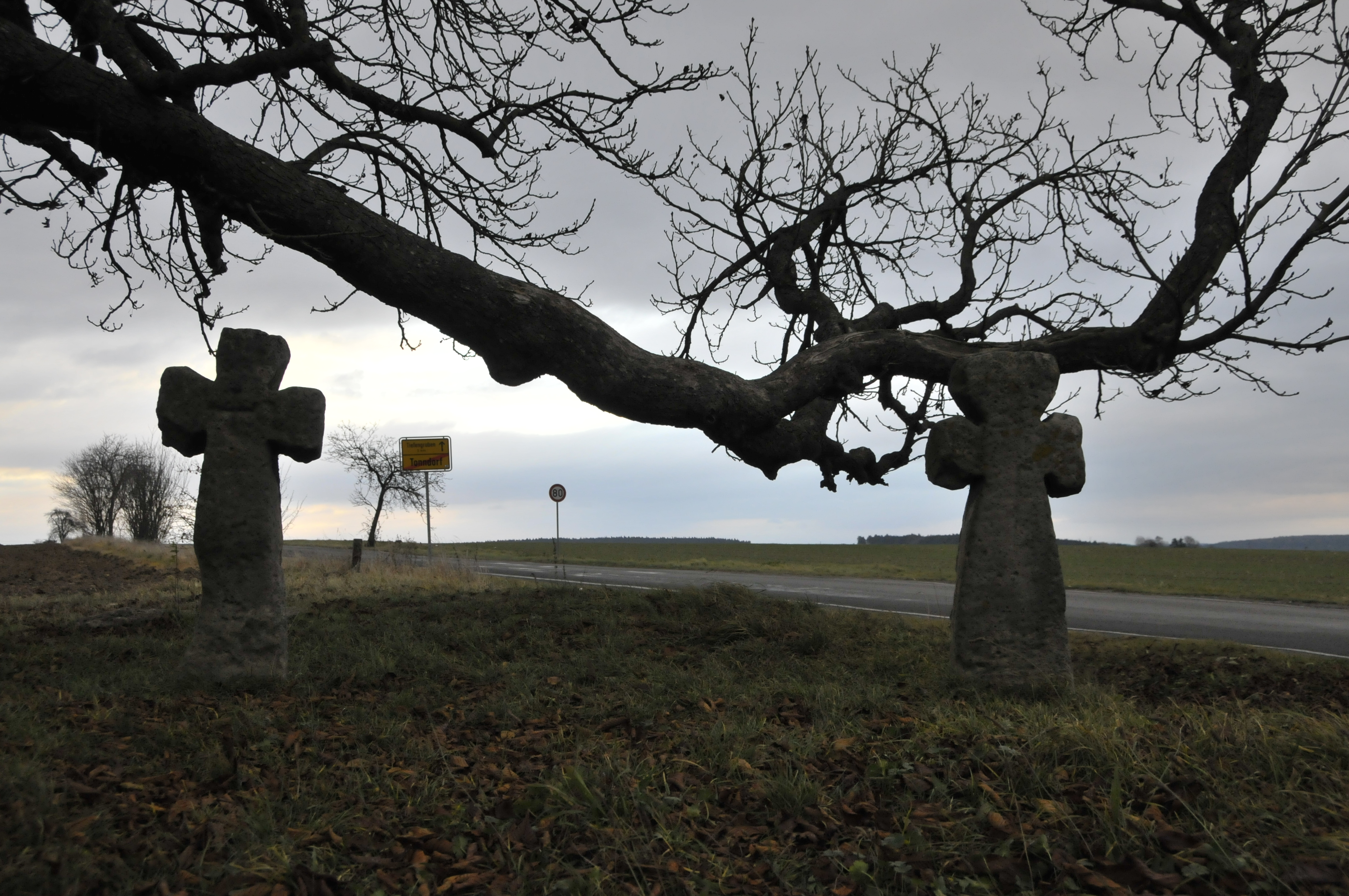